# .tg
.tg – domena internetowa przypisana do Togo. Została utworzona 5 września 1996. Zarządza nią Autorité de Régulation des Communications Électroniques et des Postes (ARCEP).